# Unitas Forlag
Unitas Forlag A/S, der er ejet af KFUM og KFUK i Danmark, blev etableret som forlag i 1914. Men allerede i 1908 udkom de første bøger. Unitas Forlag arbejder ud fra formålsparagraffen for KFUM og KFUK i Danmark, hvis formål er at forkynde evangeliet om Jesus Kristus.
Unitas Forlag udgiver bøger til dansk kirke- og samfundsliv. Udgivelserne udtrykker holdninger og tager stilling til aktuelle kirke- og samfundstemaer; afspejler den etiske og religiøse debat; søger at vejlede og inspirere medarbejdere i det kirkelige børne- og ungdomsarbejde i kristendomsformidling; og formidler viden om den kristne tro til børn, unge og voksne.

## Eksterne links
Unitas Forlag